# Maria Marchetti-Fantozzi
Maria Marchetti Fantozzi, född Marchetti 1760, död efter 1800, var en italiensk sopran. Hon betraktas som ledande inom opera sera under 1780- och 90-talen. Efter sitt äktenskap med tenoren Angelo Fantozzi 1783 var hon känd som Marchetti-Fantozzi. Hon var berömd i Italien både för sin sång och sin dramatiska begåvning och var särskilt omtyckt i Neapel. 